# Črni angel, varuh moj
Črni angel, varuh moj je potopisni roman slovenske pisateljice in etnologinje Sonje Porle, v katerem se prepletajo avtoričina osebna zgodba in družbeno-geografske značilnosti Afrike. Roman je prvenec Porletove in je izšel leta 1997  pri Cankarjevi založbi, postal pa je tudi najbolje prodajana slovenska leposlovna knjiga pri Cankarjevi založbi v zadnjih desetih letih, do danes pa je doživel številne ponatise. Preveden je bil tudi v hrvaščino in nemščino, nekateri odlomki romana pa so tudi v angleščini, češčini in ruščini.

## Vsebina
Avtorica je svoje osebne vtise dveh desetletij obiskovanja afriških dežel strnila v potopisno zgodbo, ki pa ima tudi nekaj značilnosti ljubezenskega romana (npr. Sonjina navezanost na afriški kontinent, ljubezensko doživetje z moškim njenih sanj).
Roman je razdeljen na tri poglavja: Pojoči predsednik, Ob cesti do zvezdice in Rumba o prahu in vrnitvi. 
V prvem poglavju izvemo, da Sonja za čas svojega potovanja po Afriki živi pri Abdulajevih starših v Burkina Fasu v mestu Ouagadougou. Abdulaje in njegova žena Lizeta sta Sonjina prijatelja, ki sta za tamkajšnje razmere dokaj bogata, saj živita v betonski hiši. Lizeta si že dolgo želi otroka, vendar ne more zanositi, v Afriki pa zakon brez otrok pomeni manj kot nič, torej je brez pravega pomena. Skozi oči Sonje tako spremljamo njen vsakdan in zgodbe njenih ostalih prijateljev in znancev. Preden pa Sonja zapusti Ouagadougou z namenom, da bi šla študirat v Gano, pa se odpravi še na pokopališče revežev, kjer je pokopan pojoči predsednik - Thomas Sankara, ki je za časa svojega predsedovanja naredil kar veliko dobrega na področju izobraževanja, preprečevanja lakote in tudi na socialnem področju. Sankaro je ubil njegov najboljši prijatelj Blaise Compaoré, da bi mu prevzel predsedniško funkcijo. Sonja se tako odpravi na Sankarin grob, kasneje pa še k njegovi hiši.
V drugem poglavju se Sonja odpravi proti Gani s štopom in takšen način po nekaj dnevih prispe tudi do Gane. Del poti potuje s svetima sestrama, del z dvema moškima, del pa tudi peš. Eno izmed noči Sonja preživi s skupino ljudi, ki jih sreča na poti. Razdelijo si hrano in pijačo. Prečkanje meje ne poteka brez težav, saj Sonjo zaslišujejo o družini, o poklicih njenih staršev, ugotovijo pa tudi, da ni cepljena proti mrzlici in koleri, vendar moški s katerimi je Sonja potovala, podkupijo carinike s cigareti. Pot nadaljuje do ganske meje, še prej pa se ustavi v Poju. Do carine prispe prepozno, vendar jo po izpraševanju carinik sam odpelje v notranjost Gane. 
V tretjem poglavju se Sonja vrne nazaj v Ouagadougou. O njenem času preživetem v Gani izvemo malo. Še preden se Sonja vrne k Abdulajevim staršem, pa želi nekaj časa preživeti sama v prenočišču, razmišlja kaj bo podarila svojim prijateljem, veseli se ponovnega snidenja, hkrati pa tudi vrnitve v Slovenijo, vendar pa jo pri afriški družini čaka tragična novica.
Glavne značilnosti tega romana so avtobiografskost, ženska perspektiva, opisi ljudi in krajev, humorni in ironični vložki ter retrospektivnost. 

## Zbirka
Knjiga je izšla leta 1997 pod zbirko S poti, ki prinaša najboljša potopisna besedila. Leta 2007 pa je knjiga izšla pri isti založbi, vendar pod zbirko Žepnice.

## Ocene in nagrade
Leta 1997 je avtorica za to delo prejela nagrado zlata ptica.

## Izdaje in prevodi
- Slovenska izdaja dela iz leta 1997 (COBISS)
- Slovenska izdaja dela iz leta 1997 (COBISS)
- Slovenska izdaja iz leta 1998 (COBISS)
- Slovenska izdaja iz leta 2003 (COBISS)
- Slovenska izdaja iz leta 2004 (COBISS)
- Slovenska izdaja iz leta 2007 (COBISS)
- Hrvaška izdaja iz leta 1999 (COBISS)
- Nemška izdaja iz leta 2006 (COBISS)

Roman Črni angel, varuh moj je bil v celoti preveden v dva jezika, in sicer leta 1999 ga je v hrvaščino prevedel Edo Fičor (Anđele čuvaru crni), leta 2006 pa Andrea Haberl-Zemljič v nemščino (Schwarzer Engel, schau auf mich!). Krajši odlomki romana pa so tudi v nekaterih drugih jezikih.

## Priredbe
Po romanu je bil posnet in leta 2009 predvajan tudi film z naslovom Črni angel. 